# Йоганнес Візе
Йоганнес Візе (нім. Johannes Wiese; нар. 7 березня 1915, Бреслау — пом. 16 серпня 1991, Кірхцартен, Баден-Вюртемберг) — німецький військовий льотчик-ас за часів Третього Рейху. Один з найкращих за результативністю німецьких асів Другої світової війни, здійснив понад 480 бойових вильотів, в яких здобув 133 перемоги у повітряних боях. Майор (1944) Люфтваффе. Кавалер Лицарського хреста Залізного хреста з дубовим листям (1944). Після створення Бундесвер проходив службу в повітряних силах Західної Німеччини.

## Біографія
Йоганнес Візе народився 7 березня 1915 року у Бреслау, нинішній Вроцлав у західній Польщі, в прусській провінції Сілезія Німецької імперії, в родині священнослужителя. У 1934 році Візе пішов добровольцем на військову службу до 6-го піхотного полку Сухопутних військ Третього Рейху.
У 1936 році він перейшов до Люфтваффе як обер-фенрих. Там він проходив підготовку як повітряний спостерігач для підрозділів армійської розвідки. 1 квітня 1937 року Візе був підвищений до лейтенанта, а у вересні 1938 року переведений до 17-го авіаційного резервного загону (нім. Fliegerersatzabteilung 17) у Кведлінбурзі. Звідси він перевівся добровольцем до винищувальної авіації, де незабаром отримав звання оберлейтенанта і у жовтні 1938 року розпочав тренування на пілота винищувача.
У червні 1941 року Йоганнес Візе нарешті отримав призначення до бойової частини Люфтваффе, хоча і призначено ад'ютантом штабної ескадрильї 52-ї винищувальної ескадри. Молодий пілот з першого дня брав участь у бойових діях у повітрі, але першу перемогу в бою здобув тільки 23 вересня. 27 вересня 1941 року його відзначено Залізним хрестом II ступеня, а Залізний хрест I ступеня він отримав 1 травня 1942 року.
26 червня 1942 року Візе очолив 2-гу ескадрилью своєї ескадри. 29 вересня він здобув 25-ту повітряну перемогу. У бою 25 жовтня 1942 року він став «асом дня», збивши протягом доби 5 ворожих літаків.
16 грудня 1942 року він знову став «асом дня», збивши за добу 5 радянських штурмовиків Іл-2. 25 грудня Візе заявив про свою 50-ту повітряну перемогу.
5 січня 1943 року після 53-ї перемоги в повітрі він був нагороджений Лицарським хрестом Залізного хреста.
11 травня 1943 року його тимчасово призначено командиром І. групи JG 52, а 13 листопада він був офіційно очолив цей авіаційний підрозділ. Найуспішнішим днем у його кар'єрі аса-винищувача було 5 липня 1943 року, перший день Курської битви, коли він збив дванадцять штурмовиків Іл-2 противника в один день. 17 липня 1943 року Візе здобув свою 100-ту повітряну перемогу, ставши 45-м пілотом Люфтваффе, який перетнув рубіж у 100 перемог у повітряних боях.
2 березня 1944 року після своєї 133-ї повітряної та останньої перемоги Візе був удостоєний Лицарського хреста Залізного хреста з дубовим листям.
19 травня 1944 року Візе був важко поранений у бою. Після одужання його доправили до навчальної школи для керівників підрозділів. У жовтні 1944 року Візе був призначений до штабу JG 77, яке вело бойові дії по протиповітряному захисту Рейху на Західному фронті. 7 листопада 1944 року він був призначений командиром JG 77, замінивши оберстлейтенанта Йоганнеса Штайнгоффа, який очолив відповідно перше формування реактивної винищувальної авіації Jagdgeschwader 7 «Nowotny».
25 грудня 1944 року в бою з «Спітфайрами» над Ессеном його Bf-109G-14 був збитий, і німецький льотчик вистрибнув з парашутом. На висоті близько 80 метрів купол парашута лопнув, і Візе отримав важкі травми при ударі об землю.
В кінці війни він здався в полон до американців, але незабаром був звільнений. У вересні 1945 року його заарештували в радянській зоні окупації Німеччини і відправили в СРСР у табір для військовополонених. Його звільнили тільки в 1950 році, після чого він оселився у ФРН. З 1956 року Візе служив у Бундеслюфтваффе Західної Німеччини, літав на реактивних винищувачах F-84, F-86 у складі JG 71 «Ріхтхофен» під командуванням Еріха Гартманна. Пізніше він сам командував авіагрупою і 30 листопада 1970 року вийшов у відставку у званні оберстлейтенанта.
Всього за час війни німецький ас здійснив понад 480 бойових вильотів. 16 серпня 1991 року Йоганнес Візе помер у Кірхцартені, в Баден-Вюртемберзі.

## Звання
- Нагрудний знак пілота (1938)
- Медаль «За вислугу років у Вермахті» 4-го класу (4 роки)
- Медаль «У пам'ять 13 березня 1938 року»
- Медаль «У пам'ять 1 жовтня 1938»
- Залізний хрест
  - 2-го класу (27 вересня 1941)
  - 1-го класу (1 травня 1942)
- Авіаційна планка винищувача в золоті з підвіскою
  - срібло (11 жовтня 1941)
  - золото (13 липня 1942)
  - підвіска (1943)
- Медаль «За зимову кампанію на Сході 1941/42»
- Почесний Кубок Люфтваффе (16 листопада 1942)
- Німецький хрест в золоті (5 грудня 1943)
- Лицарський хрест Залізного хреста з дубовим листям
  - лицарський хрест (5 січня 1943)
  - дубове листя (№ 418; 2 березня 1944)
- Кримський щит
- Орден «Доблесний авіатор», золотий хрест (Румунське королівство)
- Медаль «Хрестовий похід проти комунізму» (Румунське королівство)
- Хрест Воєнних заслуг 2-го класу з мечами
- Нагрудний знак «За поранення» в чорному